# 黄花乡 (泾源县)
黄花乡，是中华人民共和国宁夏回族自治区固原市泾源县下辖的一个乡镇级行政单位。

## 行政区划
黄花乡下辖以下地区：
庙湾村、华兴村、店堡村、上胭村、下胭村、胜利村、羊西槽村、平凉庄村、红土村、向阳村、沙塘村和土窑村。